# Dinamarca en los Juegos Paralímpicos de Atlanta 1996
Dinamarca estuvo representada en los Juegos Paralímpicos de Atlanta 1996 por un total de 45 deportistas, 25 hombres y 20 mujeres.

## Medallistas
El equipo paralímpico danés obtuvo las siguientes medallas:
| Nombre              | Deporte       | Evento                                      |
| ------------------- | ------------- | ------------------------------------------- |
| Oro                 |               |                                             |
| Brita Andersen      | Hípica        | Doma individual grado I mixto               |
| Pernille Thomsen    | Natación      | 50 m libre S8 femenino                      |
| Emil Brøndum        | Natación      | 50 m libre S8 masculino                     |
| Emil Brøndum        | Natación      | 100 m libre S8 masculino                    |
| Peter Lund Andersen | Natación      | 50 m libre S6 masculino                     |
| Christian Bundgaard | Natación      | 100 m espalda S8 masculino                  |
| Brian Nielsen       | Tenis de mesa | Individual 6 masculino                      |
| Plata               |               |                                             |
| Jakob Mathiasen     | Atletismo     | Jabalina F42 masculino                      |
| Henrik Jørgensen    | Bochas        | Individual C1 mixto                         |
| Brita Andersen      | Hípica        | Kur Trot grado I mixto                      |
| Charlotte Jensen    | Hípica        | Kur Canter grado IV mixto                   |
| Equipo              | Hípica        | Doma por equipos clase abierta mixto        |
| Pernille Thomsen    | Natación      | 100 m libre S8 femenino                     |
| Ivan Nielsen        | Natación      | 100 m braza B3 masculino                    |
| Ivan Nielsen        | Natación      | 200 m braza B3 masculino                    |
| Ivan Nielsen        | Natación      | 400 m libre B3 masculino                    |
| Peter Lund Andersen | Natación      | 100 m libre S6 masculino                    |
| Peter Lund Andersen | Natación      | 200 m libre S6 masculino                    |
| John Petersson      | Natación      | 50 m braza SB3 masculino                    |
| Kasper Hansen       | Natación      | 100 m espalda S8 masculino                  |
| Christian Bundgaard | Natación      | 100 m libre S8 masculino                    |
| Emil Brøndum        | Natación      | 100 m mariposa S8 masculino                 |
| Lone Overbye        | Tiro          | Pistola de aire SH1 femenino                |
| Kazimier Mechula    | Tiro          | Rifle de aire en posición tendida SH1 mixto |
| Bronce              |               |                                             |
| Jakob Mathiasen     | Atletismo     | Pentatlón P42 masculino                     |
| Britta Sørensen     | Hípica        | Doma individual grado IV mixto              |
| Britta Sørensen     | Hípica        | Kur Canter grado IV mixto                   |
| Ricka Stenger       | Natación      | 50 m libre S9 femenino                      |
| Ricka Stenger       | Natación      | 100 m braza SB10 femenino                   |
| Ricka Stenger       | Natación      | 200 m estilos SM9 femenino                  |
| Karen Breumsø       | Natación      | 50 m espalda S4 femenino                    |
| Karen Breumsø       | Natación      | 50 m libre S4 femenino                      |
| John Petersson      | Natación      | 50 m mariposa S4 masculino                  |
| John Petersson      | Natación      | 100 m libre S4 masculino                    |
| John Petersson      | Natación      | 150 m estilos SM4 masculino                 |
| Peter Lund Andersen | Natación      | 50 m mariposa S6 masculino                  |
| Peter Lund Andersen | Natación      | 200 m estilos SM5 masculino                 |
| Ivan Nielsen        | Natación      | 100 m mariposa B3 masculino                 |
| Kasper Hansen       | Natación      | 100 m libre S8 masculino                    |
| Flemming Berthelsen | Natación      | 200 m estilos B3 masculino                  |
| Emil Brøndum        | Natación      | 400 m libre S8 masculino                    |